# Cuajinicuilapa de Santa Maria
Cuajinicuilapa de Santa Maria är en ort i Mexiko.   Den ligger i kommunen Cuajinicuilapa och delstaten Guerrero, i den sydöstra delen av landet, 300 km söder om huvudstaden Mexico City. Cuajinicuilapa de Santa Maria ligger 51 meter över havet och antalet invånare är 9 390.
Terrängen runt Cuajinicuilapa de Santa Maria är platt. Runt Cuajinicuilapa de Santa Maria är det ganska glesbefolkat, med 48 invånare per kvadratkilometer. Cuajinicuilapa de Santa Maria är det största samhället i trakten. Omgivningarna runt Cuajinicuilapa de Santa Maria är en mosaik av jordbruksmark och naturlig växtlighet.